# Холлидей, Дженнифер
Дже́ннифер Иве́тт Хо́ллидей (англ. Jennifer Yvette Holliday; род. 19 октября 1960, Хьюстон, Техас, США) — американская певица (в стиле R&B, соул, госпел), актриса, лауреат двух премий «Грэмми». Дебютный сингл «And I Am Telling You I'm Not Going» достиг первой строчки в чарте Hot R&B/Hip-Hop Songs, он также удостоился премии «Грэмми», а выступление с этой песней получило премию «Тони».

## Биография
Холлидей получила свою большую первую роль в театре в 1979 году, за которую она была номирована на театральную премию Драма Деск. Следующая её роль в бродвейском мюзикле «Dreamgirls» оказалась самой успешной в её карьере, её исполнение заключительной композиции «And I Am Telling You I'm Not Going» получило всеобщее признание.
«And I Am Telling You I'm Not Going» удостоилась премий «Грэмми», кроме того её роль принесла премию «Тони» за лучшую женскую роль в мюзикле. Песня успешно показала себя в чартах, достигла вершины чарта Hot R&B/Hip-Hop Songs и вошла в топ-30 чарта Hot 100.